# 534
Năm 534 là một năm trong lịch Julius.